# Войвода (село)
Войво̀да е село в Североизточна България. То се намира в община Нови пазар, област Шумен. Старото име на селото и по времето на Османската империя е било Войвода́, с ударение на последната сричка.

## История
На базата на наличната информация се счита, че в района на Войвода през Античността се намира римската укрепена пътна станция Динискарта, охранявала пътя от Сексагинта Приста през Абритус към Марцианопол и Одесос.
През 1814 г. за селото свидетелства посетилия го офицер от военноинженерните войски на Френската империя капитан-инженер Франсоа-Даниел Томасен Той съобщава името му като Паша Кьой.
Към края на XIX век етнографът Димитър Маринов описва селото (той маркира името му с ударение на последната сричка – Войвода̀, за разлика от съвременното Войво̀да) като смесено – населено от турци и българи – но отбелязва, че българите говорят почти изключително турски език. По тази причина хората от околните села ги наричат гагаузи, но самият Маринов отхвърля връзката им с гагаузите въз основа на етнографските си наблюдения.

## Население
Численост на населението според преброяванията през годините:
| \| Година на преброяване \| Численост \| \| --------------------- \| --------- \| \| 1934 \| 1296 \| \| 1946 \| 1295 \| \| 1956 \| 1320 \| \| 1965 \| 1111 \| \| 1975 \| 990 \| \| 1985 \| 859 \| \| 1992 \| 630 \| \| 2001 \| 573 \| \| 2011 \| 421 \| \| 2021 \| 366 \| |           |
| Година на преброяване | Численост |
| 1934 | 1296      |
| 1946 | 1295      |
| 1956 | 1320      |
| 1965 | 1111      |
| 1975 | 990       |
| 1985 | 859       |
| 1992 | 630       |
| 2001 | 573       |
| 2011 | 421       |
| 2021 | 366       |

### Етнически състав

#### Преброяване на населението през 2011 г.
Численост и дял на етническите групи според преброяването на населението през 2011 г.:
|                     | Численост | Дял (в %) |
| Общо                | 421       | 100.00    |
| Българи             | 90        | 21.37     |
| Турци               | 286       | 67.93     |
| Цигани              | 33        | 7.83      |
| Други               | ?         | ?         |
| Не се самоопределят | ?         | ?         |
| Неотговорили        | 5         | 1.18      |

## Културни и природни забележителности
В селото има православен храм „Св. Вмчк. Димитър“. Построен е през 1899 г. Не е в добро състояние. Свещеник на селото е прот. Андрей Стефанов от гр. Нови пазар. На по-малко от километър от селото се намира античната крепост Динея. Крепостта е частично възстановена.

## Личности
- Симеон Инджев (1898 – ?), български полковник, офицер